# Liljewalch
Liljewalch, Liljevalch, Lilliewalk, är en svensk släkt, ursprungligen från Småland.

## Ursprung
Släktens tidigaste kända medlem är Måns Persson, som dog 1570) på gården Vallerstad i Kärda socken i Jönköpings län. Det påstås att förfäder på mödernet till hans hustru ska ha fått frälse på denna gård av konung Karl Knutsson, varför Måns Persson var halvfrälse. Vallerstad blev på 1500-talet skattehemman, men senare fick Måns Perssons sonsöner Måns Mattsson Liljevalk (troligen född 1636) och Måns Persson Liljevalk, båda i Vallerstad, 1647 frälsefrihet för en sjättedel av gården. Släkten, som nu kallade sig Lillievalk, introducerades dock inte i adelsståndet.
Vallerstad drogs in till Kronan vid Karl XI:s reduktion 1686. Därefter synes släktmedlemmarna inte ha betraktat sig som adelsmän.
Flera barn till guldsmeden, gästgivaren och rådmannen i Eksjö Christiern Persson, riksdagsman 1650 och död 1686, kallade sig Lilliewalck. Christiern Persson antas ha varit bror till anfadern Måns Persson.
Släkten utslocknade på manssidan 1930.

## Medlemmar av släkten Liljewalch
- Christian Månsson Liljewalch (1650 eller 1653–1726), löjtnant vid Norra Skånska Kavalleriregimentet i Kristianstad, boende i Fjelie i Malmöhus län
- Olof Lilljewalch (1734–1798), rådman i Lund, sonson till Christian Liljewalch
- Sewerin Magnus Liljewalch (1763–1835), rådman i Lund, son till Olof Lilljewalch (1734–1798)
- Samuel Liljewalch (1767–1827), handlare i Lund, son till Olof Lilljewalch (1734–1798)
- Carl Fredrik Liljewalch (1770–1844), läkare, professor vid Lunds universitet, son till Olof Lilljewalch (1734–1798)
- Olof Theodor Liljewalch (1771–1815),  justitieråd, son till Olof Lilljewalch (1734–1798)
- Olof Lilliewalch (1795–1862), affärsman, utvandrad till USA och därifrån till Chile,[2] son till Samuel Liljewalch
- Carl Fredrik Liljevalch den äldre (1796–1870), företagare, handelsdiplomat, son till Samuel Liljewalch
- Peter Olof Liljewalch (1807–1877), läkare, son till Carl Fredrik Liljevalch (1770–1844)
- Eduard (Edward) Olof Liljewalch (1833–1915), redare, son till Carl Fredrik Liljewalch den äldre
- Carl Fredrik Liljevalch den yngre (1837–1909), industriman, son till Carl Fredrik Liljewalch den äldre
- Thomas (Tom) Decimus Liljewalch (1840–1904), stadsmäklare i Stockholm, son till Carl Fredrik Liljewalch den äldre